# 柘荣县第一中学
柘荣县第一中学，简称柘荣一中，位于中华人民共和国福建省柘荣县，其历史可追溯至1944年创办的柘洋特种区区立初级中学，2014年被认定为福建省一级达标中学。

## 历史沿革
1935年，福建省政府析霞浦县第四区置准县级别的柘洋特种区，直属于省第一行政督察区，1944年春，柘洋特种区区长王乃平和地方人士陈善臣等人共同筹建创办了柘洋特种区区立初级中学，成立之初，中学借双城镇中心校上课，后迁至上城刘祠。翌年10月建立柘荣县后，学校改称柘荣县立初级中学，1947年因经费短缺而停办。
1953年春，中共柘荣县委、柘荣县人民政府决定复办初级中学，暂借于仙屿古庙上课，9月正式复办。1954年，选定城北大坪为校址，并于11月迁入新校舍上课。1956年8月柘荣撤县并入福安县，更名为福安县第四中学，1961年8月柘荣复县，学校改称柘荣中学。1970年柘荣再次撤县，学校更名为福安县第三中学，1971年福安三中成立高中部，成为完全中学。
1975年3月，柘荣再次复县，学校复名柘荣中学，次年秋，富溪镇创办柘荣县第二中学并在楮坪乡设立高中部，柘荣中学则改称柘荣县第一中学。1978年下半年，楮坪高中裁撤，高中部并入柘荣一中。1996年，柘荣一中被确立为福建省二级达标中学，2001年，柘荣一中剥离初中部，成为高级中学。

## 历任校长
本表列出柘荣一中有记载的历任校长，其聘任的名誉校长不计入其中。
| 姓名   | 任期                 | 备注             |
| ------ | -------------------- | ---------------- |
| 王乃平 | 中华民国时期在任     | 中华民国时期在任 |
| 谢贤   | 中华民国时期在任     | 中华民国时期在任 |
| 谢庆婴 | 中华民国时期在任     | 中华民国时期在任 |
| 陈爱奎 | 中华民国时期在任     | 中华民国时期在任 |
| 田祖熏 | 1958年-1959年5月     | 福安三中校长     |
| 许培贤 | 1962年5月-1969年11月 |                  |
| 吴文壁 | 1969年12月-1972年    | 革命委员会主任   |
| 郑子明 | 1973年1月-1975年3月  | 福安四中校长     |
| 郑子明 | 1975年3月-1980年12月 |                  |
| 陳善鋐 | 1980年12月-1984年1月 |                  |
| 陈发光 | 1984年7月-1989年8月  |                  |
| 卢闽安 | 1989年8月-1994年4月  |                  |
| 吴恩银 | 1994年4月-1997年4月  |                  |
| 赵光艳 | 1997年4月-2004年4月  |                  |
| 缪钦   | 2004年8月-2012年3月  |                  |
| 陈坤其 | 2012年3月-2017年8月  |                  |
| 杨良雄 | 2017年9月-2019年8月  |                  |
| 刘清群 | 2019年9月至今        |                  |